# Выпуклая оболочка
Выпуклой оболочкой множества {\displaystyle X} называется наименьшее выпуклое множество, содержащее {\displaystyle X}.
«Наименьшее множество» здесь означает наименьший элемент по отношению к вложению множеств, то есть такое выпуклое множество, содержащее данную фигуру, что оно содержится в любом другом выпуклом множестве, содержащем данную фигуру.
Обычно выпуклая оболочка определяется для подмножеств векторного пространства над вещественными числами (в частности в евклидовом пространстве) и на соответствующих аффинных пространствах.
Выпуклая оболочка множества {\displaystyle X} обычно обозначается {\displaystyle \operatorname {Conv} X}.

## Пример
Представьте себе доску, в которую вбито — но не по самую шляпку — много гвоздей. Возьмите верёвку, свяжите на ней скользящую петлю (лассо) и набросьте её на доску, а потом затяните. Верёвка окружает все гвозди, но касается она только некоторых, самых внешних. В таком положении петля и окружённая ей область доски являются выпуклой оболочкой для всей группы гвоздей.

## Свойства
- {\displaystyle X} — выпуклое множество тогда и только тогда, когда {\displaystyle \operatorname {Conv} X=X}.
- Для произвольного подмножества линейного пространства {\displaystyle X} существует единственная выпуклая оболочка {\displaystyle \operatorname {Conv} X} — это пересечение всех выпуклых множеств, содержащих {\displaystyle X}.
  - При этом
{\displaystyle \operatorname {Conv} X=\bigcup _{n=1}^{\infty }~\bigcup _{a_{1},\dots ,a_{n}\in X}~\bigcup _{\lambda _{1}+\dots +\lambda _{n}=1}{\lambda _{1}a_{1}+\dots +\lambda _{n}a_{n}},~\lambda _{i}\geq 0}
  - Более того, если размерность пространства равна {\displaystyle N} то верна следующая теорема Каратеодори:
{\displaystyle \operatorname {Conv} X=\bigcup _{a_{1},\dots ,a_{N+1}\in X}\bigcup _{\lambda _{1}+\dots +\lambda _{N+1}=1}{\lambda _{1}a_{1}+\dots +\lambda _{N+1}a_{N+1}},~\lambda _{i}\geq 0}
- Выпуклой оболочкой конечного набора точек на плоскости является выпуклый плоский многоугольник (в вырожденных случаях — отрезок или точка), причём его вершины являются подмножеством исходного набора точек. Аналогичный факт верен и для конечного набора точек во многомерном пространстве.
- Выпуклая оболочка {\displaystyle X} равна пересечению всех полупространств, содержащих {\displaystyle X}.
- Теорема Крейна — Мильмана. Выпуклый компакт {\displaystyle K} в локально выпуклом пространстве {\displaystyle L} совпадает с замыканием выпуклой оболочки множества своих крайних точек {\displaystyle E(K)}

## Вариации и обобщения
Выпуклой оболочкой функции f называют такую функцию {\displaystyle \operatorname {Conv} f}, что
{\displaystyle \operatorname {epi} \;\operatorname {Conv} f=\operatorname {Conv} \;\operatorname {epi} f},
где epi f — надграфик функции f.
Стоит отметить связь понятия выпуклой оболочки функции с преобразованием Лежандра невыпуклых функций.
Пусть f * — преобразование Лежандра функции f. Тогда если {\displaystyle \operatorname {Conv} f} —собственная функция (принимает конечные значения на непустом множестве), то
{\displaystyle f^{**}={\overline {\operatorname {Conv} }}f}

{\displaystyle {\overline {\operatorname {Conv} }}f} — выпуклое замыкание f, то есть функция, надграфик которой является замыканием надграфика f.

## Сложность построения
Из теоремы о верхней границе вытекает, что выпуклая оболочка множества из {\displaystyle n} точек в пространстве размерности {\displaystyle d} может быть построена алгоритмом сложности {\displaystyle O(n\log n)} для двумерного и трёхмерного случая и алгоритмом сложности {\displaystyle O(n^{\lfloor d/2\rfloor })} в пространствах более высокой размерности.